# Zonhoverheide
Zonhoverheide is een bos op de grens van de Belgische gemeenten Genk en Zonhoven.
Het ligt ingesloten tussen de N726 en het bedrijventerrein Genk-Noord en sluit aan op de natuurgebieden Schemmersberg en Teut.

## Geschiedenis
De Vlaamse Regering besliste begin 2016 om een deel van de Zonhoverheide samen met het noordelijk gelegen Essersbos te kappen om plaats te maken voor de uitbreiding van het bedrijventerrein Genk-Noord. Het gelijknamige actiecomité Zonhoverheide, Natuurpunt, Bond Beter Leefmilieu en BOS+ trokken naar de Raad van State, die in oktober 2016 het besluit van de Vlaamse Regering om de Zonhoverheide te kappen vernietigde. In maart 2018 kregen de verenigingen een tweede maal gelijk van de Raad van State en werden beide natuurgebieden van de kap gered.

## Galerij

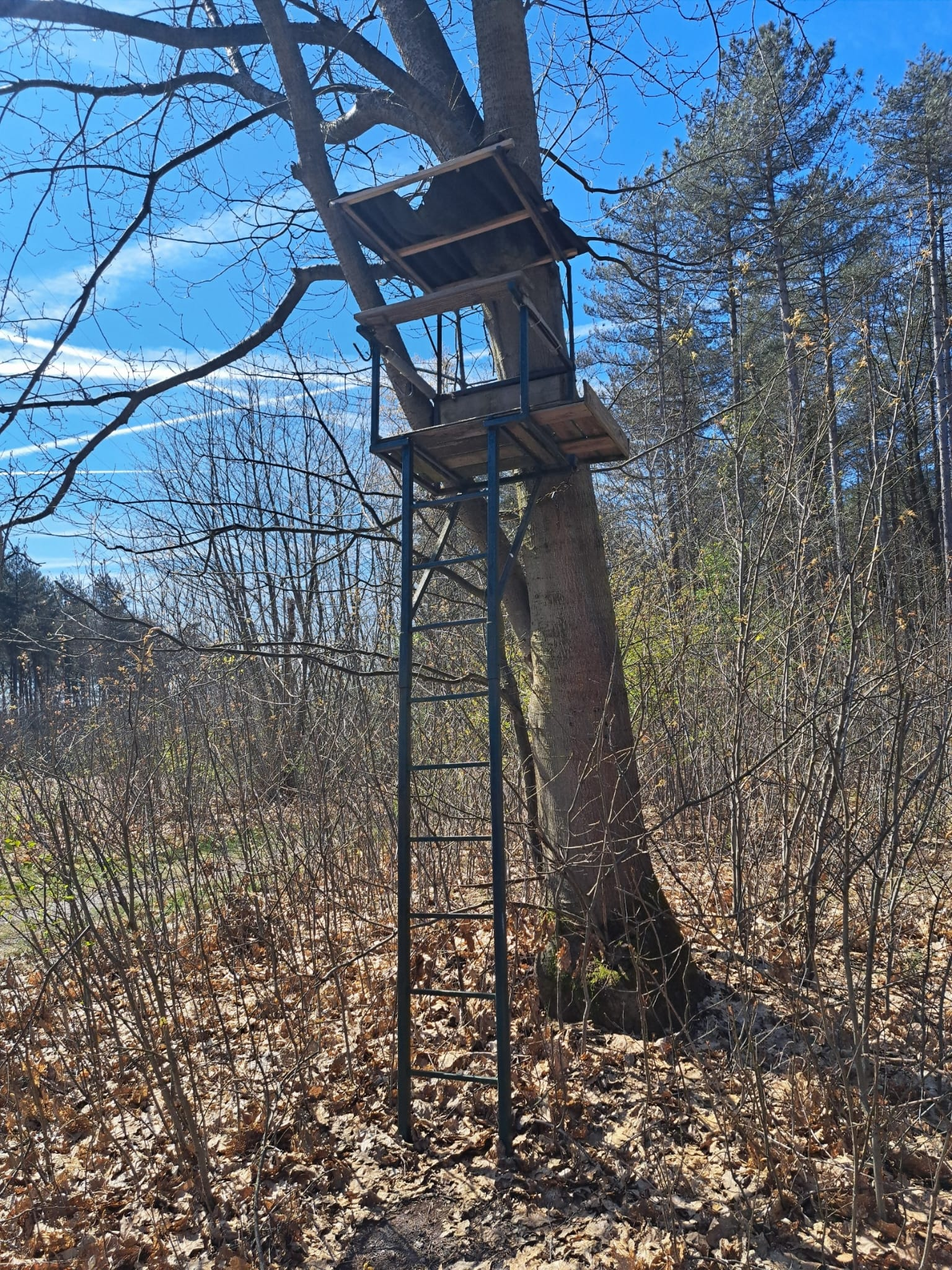
Hoogzit
Uitzicht op de terril van Winterslag